# Leon Abgarowitsch Orbeli

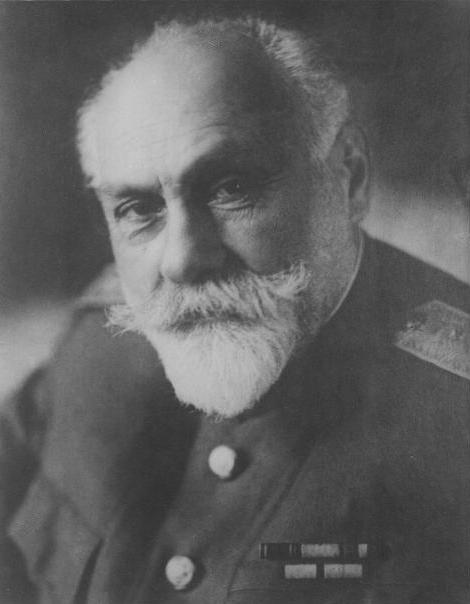
Leon Abgarowitsch Orbeli

Leon (Lewon) Abgarowitsch Orbeli (armenisch Լևոն Աբգարի Օրբելի, russisch Лео́н (Лево́н) Абга́рович Орбе́ли; * 25. Junijul. / 7. Juli 1882greg. in Zaghkadsor; † 9. Dezember 1958 in Leningrad) war ein armenisch-russischer Physiologe und Hochschullehrer.

## Leben
Orbelis Großvater Josif Joakimowitsch (Owsep Owakomowitsch) war nach Ausbildung im Moskauer Lasarew-Priesterseminar Oberpriester und Prediger in der Kathedrale in Tiflis. Orbelis Vater Abgar Josifowitsch heiratete nach einem Jura-Studium an der Universität St. Petersburg Fürstin Warwara Moissejewna Argutinska aus der Familie des Katholikos aller Armenier Josef II. (Owsep Arlutjan, Fürst Argutinski-Dolgoruki). Orbelis älterer Bruder war der Jurist und Archäologe Ruben Orbeli, während der Orientalist und Eremitage-Direktor Joseph Orbeli sein jüngerer Bruder war.
Orbeli verließ 1899 das 3. Gymnasium in Tiflis mit einer Goldmedaille. Anschließend studierte er Medizin an der Militärmedizinischen Akademie (WMA) in St. Petersburg als Selbstzahler, so dass er hinterher nicht als Militärarzt dienen musste. Bereits während des Studiums arbeitete er in Iwan Pawlows Laboratorium und hörte dessen Physiologie-Vorlesungen. Nach dem Abschluss des Studiums 1904 mit Auszeichnung begann er die Adjunktur am Ärzte-Institut der WMA, die er jedoch nicht abschloss. Er arbeitete nun als Arzt im Militärkrankenhaus in Kronstadt. Er wechselte dann zum St. Petersburger Marinekrankenhaus, um seine wissenschaftliche Arbeit bei Iwan Pawlow im Institut für Experimentelle Medizin (IEM) fortführen zu können. 1907 wurde er dort Assistent Pawlows in der Abteilung für Physiologie. In dieser Zeit wurde er zum Arzt auf einem der Kreuzer ernannt, die Russland von Argentinien kaufte. Der Kreuzer sollte im Russisch-Japanischen Krieg eingesetzt werden. Jedoch gelang es Japan, die für Russland bestimmten Kreuzer aufzukaufen, so dass Orbeli in St. Petersburg blieb. 1907 verließ er den Dienst in der Marine.
1908 wurde Orbeli mit seiner Dissertation Bedingte Reflexe des Auges bei Hunden zum Doktor der Medizinischen Wissenschaften promoviert. 1909 reiste er nach England zu Studienaufenthalten in den Physiologischen Laboratorien von John Newport Langley und Joseph Barcroft und nach Deutschland zu Ewald Hering sowie auch zur Meeresbiologischen Station in Neapel. 1911 kehrte er ins IEM zurück. Daneben wurde er Privatdozent und dann Dozent am Lehrstuhl für Physiologie der WMA sowie auch Professor für Frauenhochschulkurse.
1917 nach der Oktoberrevolution wurde Orbeli Mitherausgeber der russischen Fachzeitschrift Physiologisches Journal, und 1937 wurde er der verantwortliche Herausgeber. In diesen Jahren war Orbeli Professor am Agrarinstitut, am 1. Medizinischen Institut (1920–1931) und am Chemisch-Pharmazeutischen-Institut in Leningrad sowie auch an der Universität Tartu. Er leitete das Physiologische Laboratorium und war dann Wissenschaftlicher Direktor im P. F. Lesgaft-Institut für Erziehung, Sport und Gesundheit sowie Professor für Physiologie (1913–1957). 1925 wurde er als Nachfolger Iwan Pawlows auf den Lehrstuhl für Physiologie der WMA berufen. Im Jahr 1932 wurde er zum Mitglied der Leopoldina gewählt. 1935 wurde er Mitglied der Akademie der Wissenschaften der UdSSR (AN-SSSR). 1943–1950 war er der Direktor der WMA. Daneben war er 1936–1950 Direktor des I. P. Pawlow-Instituts für Physiologie der AN-SSSR in Leningrad. 1943 wurde er Mitglied der von seinem Bruder Joseph gegründeten Akademie der Wissenschaften der Armenischen Sozialistischen Sowjetrepublik. Auch war er Direktor (im Rang eines Generalobersten des militärmedizinischen Dienstes) des I. P. Pawlow-Instituts für Evolutionäre Physiologie und Pathologie der 1944 gegründeten Akademie der Medizinischen Wissenschaften der UdSSR (AMN-SSSR), deren Mitglied er wurde.
Nach der Tagung der Allunionsakademie der Agrarwissenschaften 1948 mit der Rede T. D. Lyssenkos mit dem anschließenden Stalinschen Bann gegen die klassische Genetik befand sich Orbeli in einer schwierigen Lage. Einerseits musste er als Vizepräsident der AN-SSSR den Beschlüssen der Allunionsakademie der Agrarwissenschaften folgen. Andererseits war er als Nachfolger I. P. Pawlows der klassischen Genetik und der entsprechenden Wissenschaft und Forschung verpflichtet. Von ihm wurde gefordert, die genetische Forschung auf den Lyssenkoismus auszurichten und dementsprechend seine Mitarbeiter auszuwählen bzw. zu entlassen. Orbeli folgte dem nicht und stellte den von der Universität Leningrad entlassenen Genetiker Michail Jefimowitsch Lobaschow (1907–1971) bei sich ein. Vor dem Laboratorium für Genetik des I. P. Pawlow-Instituts für Physiologie außerhalb von Leningrad in Koltuschi bei Wsewoloschsk wurde die Büste Gregor Mendels vom Sockel genommen, und die Arbeit mit den Drosophila-Taufliegen wurde abgebrochen. Nach der gemeinsamen Tagung von AN-SSSR und AMN-SSSR 1950 wurde Orbeli aller seiner Leitungsämter enthoben mit Ausnahme der Leitung des Physiologischen Laboratoriums des P. F. Lesgaft-Instituts für Naturwissenschaften.
1950 gründete auf Orbelis Initiative eine Gruppe seiner Mitarbeiter das Laboratorium für Evolutionäre Physiologie in Leningrad entsprechend einem Beschluss des Präsidiums der AN-SSSR. 1956 wurde daraus das I. M. Setschenow-Institut für Evolutionäre Physiologie der AN-SSSR, dessen Direktor Orbeli bis zu seinem Tode war.
Orbelis Tochter Marija Leonowna Orbeli war Kernphysikerin und starb an der Strahlenkrankheit.
Orbeli wurde auf dem St. Petersburger Bogoslowskoje-Friedhof begraben. Sein Denkmal steht vor dem I. M. Setschenow-Institut für Evolutionäre Physiologie. Der L. A. Orbeli-Preis wird jährlich für Physiologie-Arbeiten verliehen. Das Institut für Physiologie der Armenischen Akademie der Wissenschaften trägt Orbelis Namen sowie eine Straße in St. Petersburg. In Orbelis Geburtsort wurde ein L. A. Orbeli-Museum eingerichtet. 2000 erschien eine Orbeli-Briefmarke.

## Ehrungen
- Orden des Roten Banners der Arbeit (1936)
- I. P. Pawlow-Preis der AN-SSSR (1937)[9]
- Jubiläumsmedaille „XX Jahre Rote Arbeiter-und-Bauern-Armee“
- Stalinpreis I. Klasse (1941)
- Orden des Roten Sterns (1943)
- Leninorden (1944, 1945, 1948, 1957)
- Rotbannerorden (1944, 1952)
- Held der sozialistischen Arbeit (1945)
- Medaille „Für die Verteidigung Leningrads“
- Medaille „Sieg über Deutschland“
- Medaille „Für den Sieg über Japan“
- I. I. Metschnikow-Goldmedaille der AN-SSSR (1946)
- Verdienter Wissenschaftler der Russischen Sozialistischen Föderativen Sowjetrepublik